# Верфь
Верфь (от нидерл. werf), также плотбище — место постройки/ремонта кораблей и судов или предприятие для постройки/ремонта судов и кораблей.
В советский период для предприятий судостроения применяли название «судостроительный завод» (ССЗ). Он специализировался на строительстве, переоборудовании, модернизации, ремонте и утилизации судов и кораблей. В современном языке верфью могут называть судостроительный или судоремонтный завод. На Руси верфь имела название «плотбище».

## История

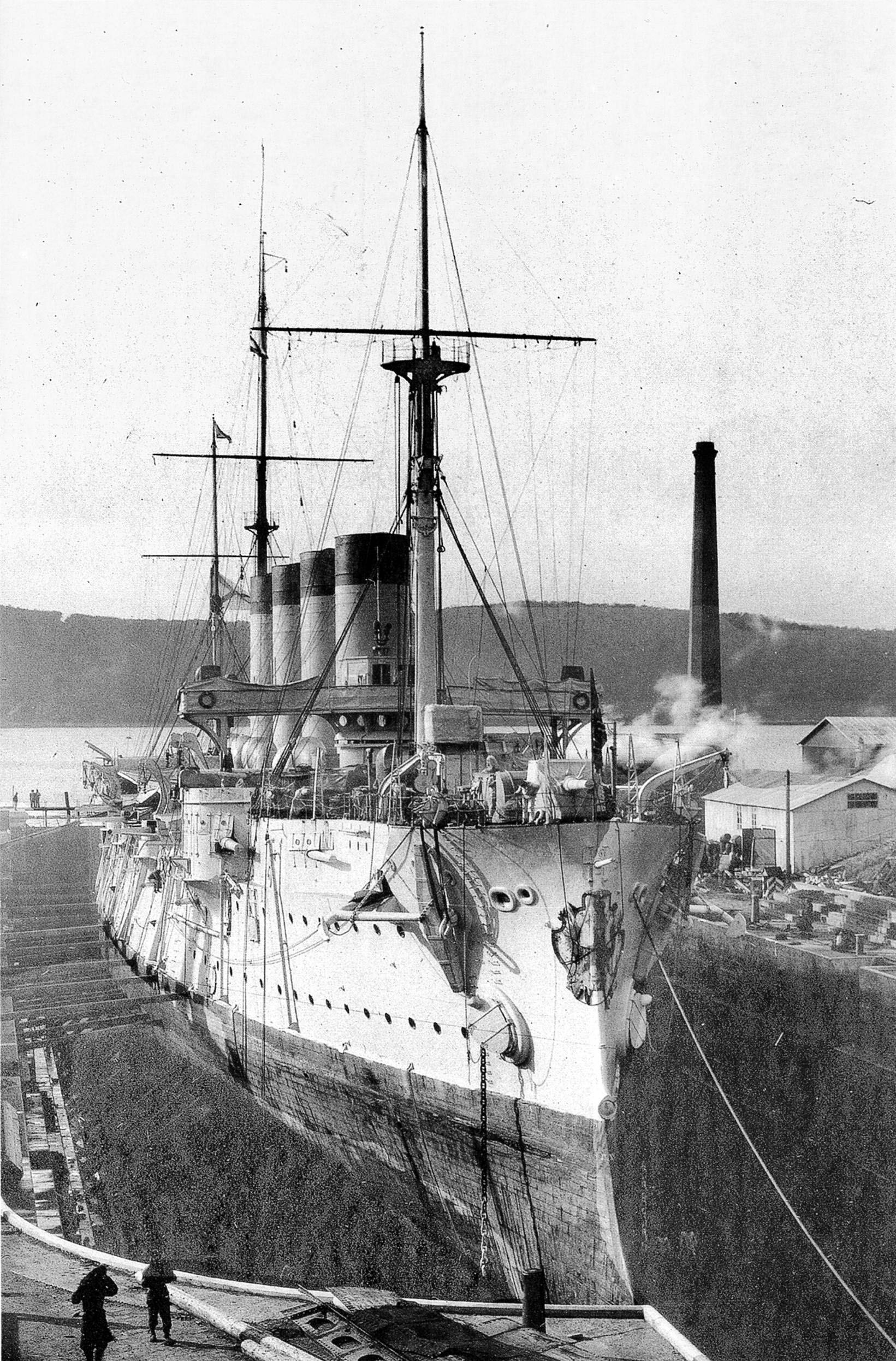
Ремонтные работы на крейсере «Россия», на казённой верфи в сухом доке, Владивосток

Верфь, как правило, располагают на берегу океана, моря, реки, озера в больших портовых городах, равно как и в местах постоянной стоянки военного флота, устраивают всегда приспособления для постройки и починки судов, однако существуют и плавучие верфи, для относительно небольших судов. 
Верфь обычно представляет собой ряд сооружений: доков, цехов, стапелей, эллингов, мастерских, складов. На военных верфях имеются, кроме того, склады боеприпасов, арсеналы для оружия, склады угля и казармы для матросов.
Первую из известных верфей датируют 3000—2778 годами до н. э. (Египет). С XVII века становятся неотъемлемой частью адмиралтейств.
В Российской империи имелись следующие верфи:
- Казённые: в Кронштадте, Петербурге (в новом адмиралтействе на берегу Невы и на Охте), Николаеве, Севастополе, Владивостоке, Либаве и незначительные в других портах; они все предназначались для военного флота
- Частные: Балтийский завод Франко-русского общества на берегу Невы в Петербурге, в Ревеле, Риге, Гельсингфорсе, Або, Одессе, Баку
- Для речных судов — Сормовский завод на Волге, Воткинский на Каме, Пастуховский на Дону[4]